# Cecidotrioza baccarum
Cecidotrioza baccarum är en insektsart som beskrevs av Jean-Jacques Kieffer 1908. Cecidotrioza baccarum ingår i släktet Cecidotrioza och familjen spetsbladloppor. Inga underarter finns listade i Catalogue of Life.